# Sandstads kommun
Sandstads kommun (norska: Sandstad kommune) var en kommun i Sør-Trøndelag fylke i Norge. Kommunen omfattade den södra delen av nuvarande Hitra kommun. Tätorten Sandstad utgjorde kommunens centralort.

## Administrativ historik
Sandstads kommun upprättades den 1 juli 1914 genom utbrytning ur Fillans kommun. Kommunen hade 947 invånare vid upprättandet.
Den 1 januari 1964 gick Sandstads kommun, tillsammans med kommunerna Fillan och Kvenvær, åter upp i Hitra kommun. Kommunens hade då 1 028 invånare.

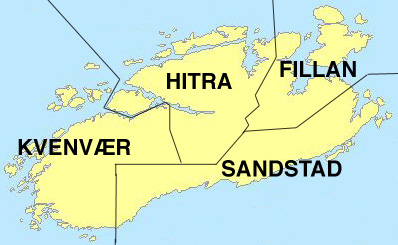
Karta över de kommuner som 1964 lades samman till nuvarande Hitra kommun.